# Elecciones federales de Canadá de 1945
La elección federal canadiense de 1945 se celebró el 11 de junio de 1945 para elegir a los miembros de la Cámara de los Comunes canadiense del vigésimo Parlamento de Canadá. El gobierno liberal del primer ministro William Lyon Mackenzie King fue reelegido a su tercer gobierno consecutivo, aunque esta vez con un gobierno minoritario, mientras los liberales cayeron cinco escaños de la mayoría.
Aunque la elección resultó oficialmente en un gobierno minoritario, la elección de ocho diputados "independientes liberales", la mayoría de los cuales no funcionaron como liberales oficiales debido a su oposición al reclutamiento. La mayoría de los diputados liberales independientes se unieron (o volvieron a unirse) al caucus liberal después de la Segunda Guerra Mundial cuando el tema de la conscripción dejó de ser discutible. 
Las elecciones federales fueron las primeras desde la victoria de la Federación Cooperativa de la Commonwealth en las elecciones provinciales de Saskatchewan, y muchos pronosticaron un gran avance para el CCF a nivel nacional. Una encuesta de Gallup de septiembre de 1943 mostró al CCF con un punto de ventaja sobre los liberales y los conservadores. Se esperaba que el partido ganara de 70 a 100 escaños, posiblemente lo suficiente como para formar un gobierno minoritario. A pesar de las expectativas, el partido solo ganó 28 escaños.
1945 fue también la primera prueba de los recién nombrados conservadores progresistas. El Partido Conservador había cambiado su nombre en 1942 cuando el ex primer ministro del Partido Progresista de Manitoba John Bracken se convirtió en su líder. El partido mejoró su posición en términos de número de escaños en comparación con el antiguo Partido Conservador, pero también registró una participación reducida en el voto popular (de hecho, el más bajo en cualquier elección antes de 1993) y estuvo muy lejos de desafiar la hegemonía liberal.
Una cuestión clave en esta elección parece haber sido la elección de un gobierno estable. Los liberales instaron a los votantes a "Devolver al Gobierno de Mackenzie", y argumentaron que solo el Partido Liberal tenía una "preponderancia de miembros en las nueve provincias". Mackenzie King amenazó con convocar una nueva elección si no se le daba una mayoría: «Tendríamos confusión para tratar en un momento en que el mundo estará en una situación muy perturbada.La guerra en Europa ha terminado, pero los disturbios en el este no ha terminado.»
Los conservadores progresistas intentaron capitalizar en la victoria masiva de la mediados de campaña por el Partido Conservador Progresista de Ontario en las elecciones provinciales de Ontario de 1945. Los anuncios de campaña del PC exhortaron a los votantes a reunirse detrás de su partido y sugiriendo que sería imposible formar un gobierno mayoritario en el país sin una pluralidad de escaños en Ontario, que solo los tories podrían ganar. En el evento, los liberales cayeron apenas brevemente de una mayoría a pesar de que ganaron solamente 34 asientos en Ontario. Se esperaba que ocho parlamentarios "independientes liberales" apoyaran al gobierno.
Los programas de bienestar social también fueron un tema en la campaña. Otro eslogan liberal alentó a los votantes a "construir un nuevo orden social" mediante el respaldo de la plataforma liberal, que incluía
- 750 millones de dólares para proporcionar tierra, empleos y apoyo comercial a los veteranos;
- $ 400 millones del gasto público para construir vivienda;
- $ 250 millones para subsidios familiares;
- La creación de un Banco de Desarrollo Industrial;
- Préstamos a los agricultores, precios mínimos de los productos agrícolas;
- Reducciones de impuestos.

Trabajando bajo el lema "Trabajo, Seguridad y Libertad para Todos - con el CCF", el CCF prometió retener los impuestos de tiempos de guerra sobre los altos ingresos y las ganancias excesivas para financiar los servicios sociales y abolir el Senado canadiense. El CCF luchó arduamente para impedir que el apoyo de la mano de obra fuera al Partido Laborista-Progresista (es decir, al Partido Comunista de Canadá).
La LPP, por su parte, señaló que la negativa del CCF a firmar un pacto electoral con el LPP había costado los 100.000 votos del CCF en las elecciones de Ontario y había dado la victoria a los PCs de Ontario. Instó a los votantes a "hacer del trabajo un socio en el gobierno".
El Partido del Crédito Social de Canadá intentó, con modesto éxito, aprovechar la imagen positiva del gobierno de William Aberhart, pidiendo a los votantes, «El buen gobierno en Alberta - ¿Por qué no en Ottawa?». Refiriéndose a las teorías monetarias del crédito social, el partido alentó a los votantes a «votar por el dividendo nacional».